# Скоробогатый-Якубовский, Ян

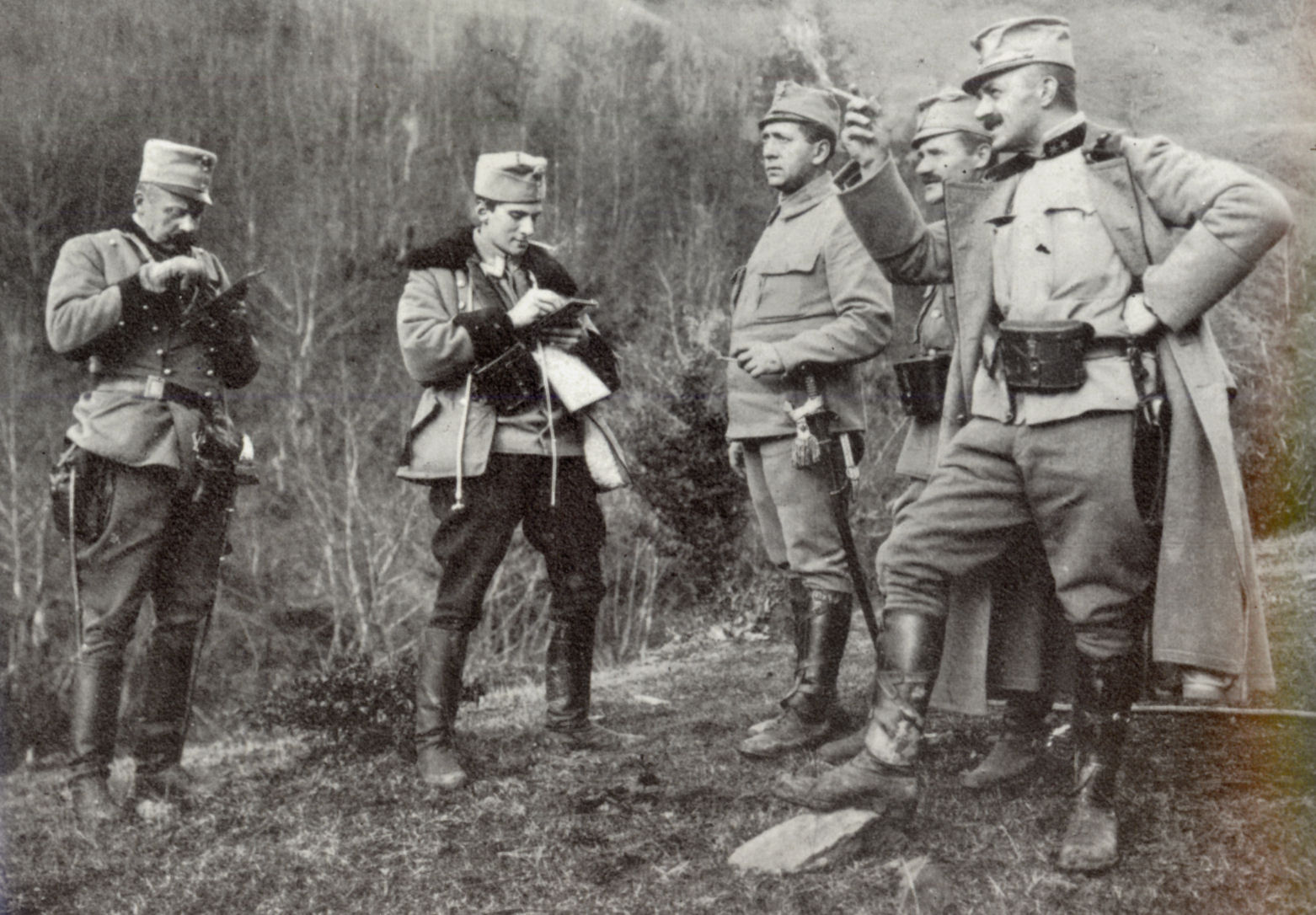
Офицеры польских легионов. 19 декабря 1914 года слева направо: Август Красицкий, Юзеф Лепковский, Бертольд Мервин, Ян Якубовский и Владимир Остоя-Загорский.

Ян Скоробогатый-Якубовский (пол. Jan Skorobohaty-Jakubowski, 4 июля 1878 — 12 ноября 1955) — польский военачальник, бригадный генерал Войска Польского.

## Биография
С 1914 по 1917 воевал в Польских легионах, позже — во 2-м Польском корпусе в России. С 17 августа 1918 года командующий 1-м полком польских стрелков им. Тадеуша Костюшко, 5 января 1919 полк перешел в состав 5-й дивизии польских стрелков под командованием полковника Казимира Румши. С сентября 1921 командующий 43-м Стрелковым полком легиона Байонцев, в декабре 1922 назначен командующим 13-й пехотной дивизией.
Постановление Министерства обороны Польши от 8 мая 1926 года был переведен в Корпус охраны пограничья и назначен командиром 3-й Бригады пограничной охраны в городе Вилейка. В ноябре 1927 года переведен в Штаб корпуса № III города Гродно. С 1938 года по 1939 был председателем совета директоров центрального Союза сибиряков.
В 1939 году принял участие в Сентябрьской кампании, попал в плен, ему также удалось единственному из своего отряда бежать из советского плена и пробиться на Запад. В 1940 году был отправлен Владиславом Сикорским с миссией в оккупированную Польшу. С 1942 года был командующим национальных резервов главного командования Армии Крайовой. Похоронен в Варшаве на воинском кладбище в Повонзках.

## Награды
- Орден Белого орла (в 1995 году, посмертно)[7]
- Серебряный крест ордена Virtuti militari № 7009 (1922)[8]
- Командорский крест Ордена Возрождения Польши(1938)[9]
- Крест Независимости с мечами[10]
- Офицерский крест Ордена Возрождения Польши
- Крест Храбрых (четырежды)[11]